# Орфей и Эвридика (зонг-опера)
«Орфе́й и Эвриди́ка» — советская рок-опера. Написана в 1975 году композитором Александром Журбиным и драматургом Юрием Димитриным, поставлена ансамблем «Поющие гитары» в оперной студии при Ленинградской Консерватории. Премьера состоялась в Ленинграде 25 июля 1975 года. Опера непрерывно исполнялась в Ленинграде десять лет (1975—1985), кроме того исполнительская труппа с аншлагом гастролировала по СССР. С 1988 года исполнение в Ленинграде было возобновлено.
Поскольку термин «рок» вызывал негативные эмоции у руководства Министерства культуры СССР, постановка была названа «зонг-оперой» (от нем. der Song — «эстрадная песенка»; это слово ассоциировалось с «эпическим театром» Б. Брехта, где вставные песни-зонги играли роль авторского комментария к действию).
Была выпущена на пластинке С60-13833-36 фирмой грамзаписи «Мелодия» в 1980 году. Переиздана в 2003 году лейблом «Manchester Files» («Бомба-Питер»).
В 2003 году опера вошла в книгу рекордов Гиннесса как мюзикл, максимальное количество раз сыгранный одним коллективом (на момент регистрации рекорда спектакль исполнялся 2350-й раз).

## Исполнители
- Орфей — Альберт Асадуллин
- Эвридика — Ирина Понаровская

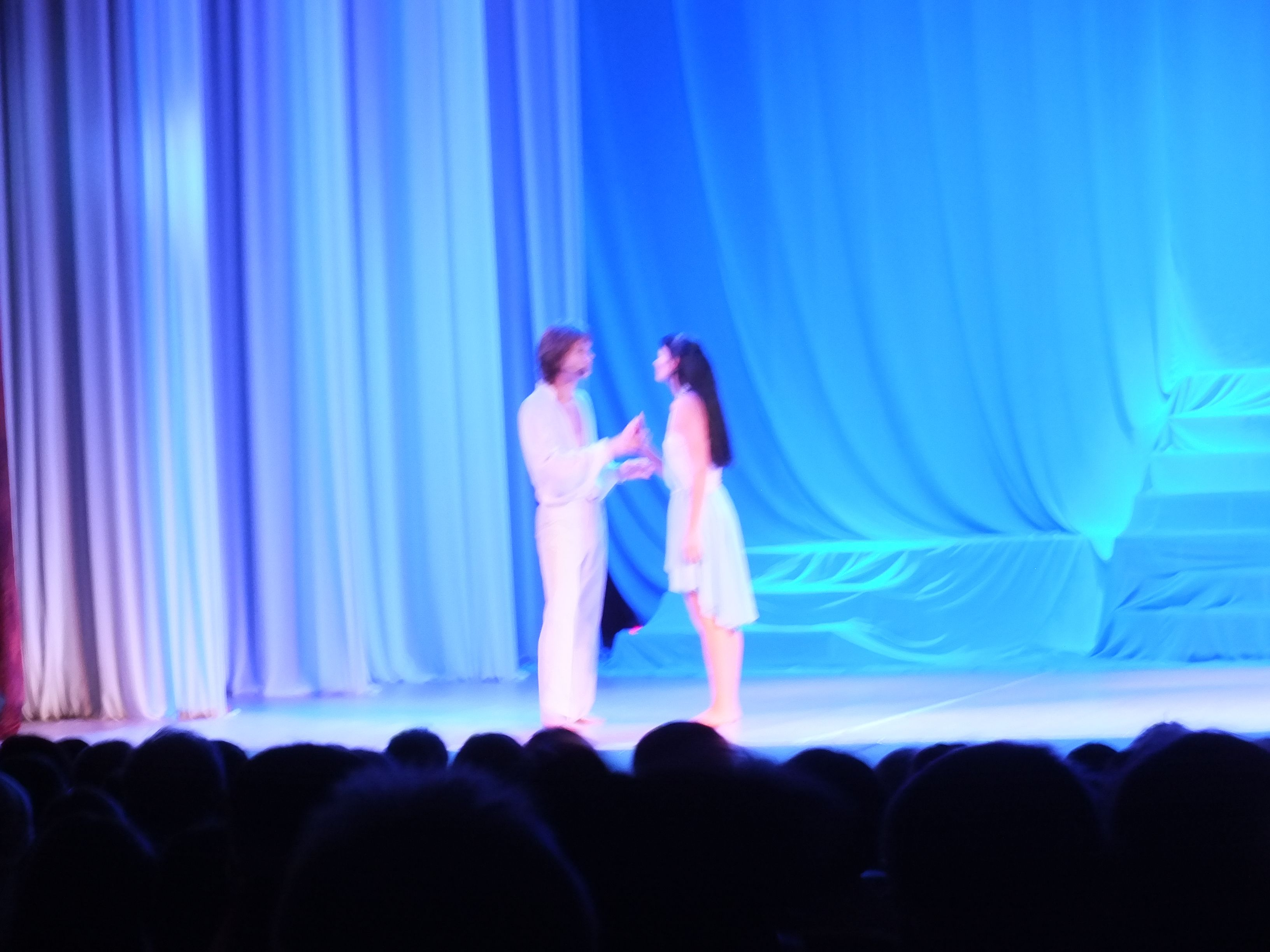
Мюзикл «Орфей и Эвридика» в исполнении актёров Драматического театра Восточного военного округа, Уссурийск.

- Харон — Богдан Вивчаровский, единственный артист России, получивший в 2001 году звание заслуженного артиста за работу в рок-опере. Играя роль Харона с самого начала (более 30 лет), Вивчаровский тоже занесён в Книгу рекордов Гиннесса.
- Фортуна — Ольга Левицкая
- 1-й певец — Валерий Цакадзе
- 2-й певец — Василий Лазаренко
- 3-й певец — Александр Фёдоров

## Список композиций
Часть 1:
1. Увертюра (1:37)
2. Орфей полюбил Эвридику… (1:09)
3. Первый дуэт Орфея и Эвридики и песня Орфея («Когда поет Орфей») (5:38)
4. Хор вестников («Близится, близится…») (1:38)
5. Сцена прощания (1:25)
6. Ария Эвридики («Песня о капле росы») (3:43)
7. Напутствие Эвридики (0:37)
8. Первый зонг («Оглянись») (2:18)
9. Интерлюдия (1:36)
10. Певцы и фортуна (4:22)
11. Состязание певцов (4:26)
12. Выступление Орфея (3:16)
13. Сцена прославления (4:34)
14. Явление Фортуны («Звал меня, звал меня, мой певец…») (3:05)
15. Песня Харона («Еще один юнец встречает вёсны…») (2:58)
16. Встречай, Эвридика (1:06)
17. Первое возвращение Орфея (4:44)
18. Второй зонг («Прости нас, Эвридика…») (1:59)

Часть 2:
1. Интерлюдия («Буря над озером») и песня Эвридики («Орфей, я в лицо её знаю…») (6:00)
2. Дуэт Эвридики и Харона (1:59)
3. Сцена опьянения (4:18)
4. Ария Фортуны («Все несчастливцы как один…») (2:49)
5. Сцена Орфея и Харона и песня Харона (8:32)
6. Ария Орфея («Потерял я Эвридику…») (3:52)
7. Напутствие Фортуны (1:39)
8. Третий зонг («Маятник») (2:29)
9. В ожидании Орфея (1:27)
10. Встречай, Эвридика (0:41)
11. Сцена второго возвращения Орфея (3:13)
12. Хор вестников («Близится, близится…») (2:04)
13. Исчезновение Эвридики (1:34)
14. Финал (3:50)